# Вітрівка (Могилів-Подільський район)
Ві́трівка — село в Україні, у Бабчинецькій сільській громаді Могилів-Подільського району Вінницької області. Населення становить 388 осіб.

## Назва
7 червня 1946 р. село Вятрівка Чернівецького району отримало назву «Вітрівка» і Вятрівську сільську Раду названо Вітрівською.

## Географія
У селі річка Безіменна впадає у річку Тростянець, праву притоку Коритної.

## Історія
На 1893 р. село належало до Бабчинецької волості Ямпільського повіту Подільської губернії. Було 369 мешканців, 49 будинків. У власності селян — 279 десятин, поміщиків Гошевських — 128 десятин. Село належало до парафії Дзигівка.
7 (20) листопада 1917 року, відповідно до Третього Універсалу Української Центральної Ради, увійшло до складу Української Народної Республіки.
12 червня 2020 року, відповідно до Розпорядження Кабінету Міністрів України № 707-р «Про визначення адміністративних центрів та затвердження територій територіальних громад Вінницької області» увійшло до складу Бабчинецької сільської громади.
17 липня 2020 року, в результаті адміністративно-територіальної реформи та ліквідації Ямпільського району, село увійшло до складу Могилів-Подільського району.

## Населення
Згідно з переписом УРСР 1989 року чисельність наявного населення села становила 462 особи, з яких 200 чоловіків та 262 жінки.
За переписом населення України 2001 року в селі мешкало 388 осіб.

### Мова
Розподіл населення за рідною мовою за даними перепису 2001 року:
| Мова       | Відсоток |
| ---------- | -------- |
| українська | 99,48 %  |
| молдовська | 0,26 %   |
| російська  | 0,26 %   |